# Jakub Burýšek
Jakub Burýšek (* 22. února 1996 Čeladná) je český divadelní a filmový herec.

## Život
Po studiu na Janáčkově konzervatoři v Ostravě získal angažmá v Divadle Petra Bezruče. Za roli Zdeny Koubkové v inscenaci Transky, body, vteřiny (autor Tomáš Dianiška) byl v roce 2019 nominován za Mužský herecký výkon roku a získal ocenění Talent roku na Cenách divadelní kritiky. Za rok 2019 mu byla udělena cena Herec roku na Cenách Jantar. Hrál ve filmech Jan Palach a Vybíjená.
Od roku 2023 je členem hereckého souboru Činoherního klubu v Praze.